# Astroblème de Keurusselkä
L'astroblème de Keurusselkä est une structure géologique résultant d'un impact cosmique, située aux abords du lac du même nom (Finlande centrale). La structure est ancienne et n'est plus visible en surface, le cratère ayant été entièrement érodé. Seuls persistent des indices de l'impact, tels que des minéraux choqués. Cet astroblème a été découvert fortuitement en 2004 par des géologues amateurs.

## Traces géologiques de l'impact
Des cônes de percussion, structures rocheuses formées uniquement par les impacts météoritiques, ont été trouvés dans une zone de 11,5 km de diamètre, mais il est possible que la taille du cratère d'origine soit bien plus grande. En effet un modèle basé sur des données d'altitude numérisées  suggère un anneau circulaire de 10 à 30 km de diamètre. Ceci ferait de Keurusselkä la plus large structure météoritique connue de Finlande, surpassant celle du Lappajärvi. 
Par ailleurs des études de lames minces au microscopique électronique sur des brèches d'impact montrent des éléments typiques du métamorphisme de choc dans les grains de quartz, tels que les Planar deformation features qui se forment quand la roche est soumise à un choc et à des pressions de 7 à 35 GPa.

## Etudes géophysiques
Les mesures de gravimétrie ne montrent rien de concluant. Une anomalie négative est visible dans la zone centrale de l'astroblème mais elle ne diffère pas (ni en taille, ni en amplitude) des autres anomalies visibles dans la région et qui ne sont pas liées à des structures d'impact.
Les résultats d'une campagne de mesures magnétiques aéroportées sont plus concluants. Une anomalie circulaire d'une dizaine de kilomètres de diamètre est clairement visible au niveau de l'astroblème. Cependant elle paraît légèrement décalée vers l'est par rapport à la zone où les cônes de percussion sont visibles.

## Datation
La datation argon-argon d'une pseudotachylite provenant du pic central du cratère donne pour l'impact un âge de 1,14–1,15 Ga (Mésoprotérozoïque), ce qui en fait le plus vieil impact connu en Europe. L'âge de la roche encaissante, un granite, est de 1,88 Ga (Paléoprotérozoïque). Depuis l'impact, une épaisseur de 7 à 8 km de roches a été arasée par l'érosion, ne laissant aucune trace du relief dû à l'impact.